# پیشونی‌سفید ۳
پیشونی سفید ۳ فیلمی به کارگردانی، نویسندگی و تهیه‌کنندگی سید جواد هاشمی محصول سال ۱۳۹۷ است. این فیلم سومین قسمت از سه گانهٔ اختاپوس و دنباله پیشونی سفید ۲ است و در تاریخ ۲۵ اسفند ۱۳۹۷ در سینماهای ایران اکران شده‌است.

## داستان
در سومین سری از سه گانه پیشونی سفید، ماجرا با به دام افتادن پیشونی سفید توسط اختاپوس آغاز می‌شود و در این قسمت، قهرمان داستان یعنی میمون به جنگ اختاپوس می رود اما…

## بازیگران
- پژمان بازغی  در نقش بلبله ولوله شاخ کوتاه/آهوی شاخ کوتاه
- لیلا اوتادی  در نقش عفریته/آهوی پیشونی طلا
- ارسلان قاسمی در نقش میمون پنجه طلا
- ترلان پروانه  در نقش آهوی پیشونی سفید
- محمدرضا شریفی‌نیا در نقش سالار
- سید جواد هاشمی در نقش پیراستاد
- امیر غفارمنش در نقش گرگی/الاغ
- هومن حاجی‌عبداللهی در نفش روبی/گاو
- ساغر عزیزی  در نقش اختاپوس
- امیررضا احمدی  در نقش فلفلی
- حسام نواب‌صفوی در نقش ببر